# Ромънул де ла Пинд
„Ромънул де ла Пинд“ (на румънски: Românul de la Pind, в превод Пиндски румънец) е вестник, издаван в Букурещ, Румъния през 1903 година под ръководството на Николае Бацария, в сътрудничество с група арумъни от Османската империя.

## История
Първите броеве (март – април) се появяват под името „Реформе“ (Reforme) с подзаглавие Национален орган на румънците на десния бряг на Дунава (organ naţional al românilor din dreapta Dunării). Издава се от анонимен комитет в голям формат, четири страници, последната с реклами. От № 12 започва да излиза под заглавието „Ромънул де ла Пинд“, като редакцията е съставена от „водещи интелектуалци в Турция“. През 1904 г. започват да се появяват подписани статии от Николае Бацария, Марку Беза, Николае К. Вело, Йон Арджинтяну.
В периода румънската общественост силно се интересува от съдбата на македонските власи и в значителна степен подкрепя общата им борба за автономия с българските комитети. Противно на обществените нагласи, румънските управляващи се стремят да създадат негативно мнение към България чрез манипулации и афери. Сред най-популярните революционери от Македония са Питу Гули, Митре Влаха, Александър Кошка и Георги Мучитанов.
Вестникът защитава интересите на куцовласите в Османската империя и в частност на тези в Македония. Основната му позиция е, че куцовлашкият елемент в Македония не е заплашен от българизация, освен незначителен брой власи номади, и поради тази причина Румънската пропаганда в Македония и Вътрешната македоно-одринска революционна организация са естествени съюзници в борбата за автономия на Македония. Определя българската организация като искрено работеща в това направление, а Гръцката въоръжена пропаганда в Македония, като инструмент на Гърция за елинизация на областта. Антигръцката насоченост на вестника се вижда още от мотото му - Timeo Danaos et dona ferentes.
В брой 12 от 26 май 1903 г. е публикувана статията „Нападението на душманина“ в която пише:
| „ | Сърцето на всеки румънец трябва да чувства, трябва да се бунтува от скандалните неправди на нечовешкия Фанариот, перфиден гръкоман, който обсажда румънската твърд от Пинд с адска злоба. Случилото се в Моловище ни кара да се страхуваме за живота си. Гърчолята искат да разрушат малкото ни църкви, където се чува нашенска реч и впоследствие да им е лесно да съсипят и училищата ни. Църквата е темелен камък за живота на една нация, и най-вече за един набожен народ. Те, гърците, искат да ни отнемат и малкото камъче, на което националното ни движение се радва на Балканите. | “ |

Негативно е и мнението за Сръбската пропаганда в Македония. Редовно се публикуват материали за сраженията, които водят влашките и българските чети срещу враговете и за кланетата, извършвани над мирното население от страна на турци, гърци и сърби.
От № 137 (1905 година) форматът му нараства и в 1906 година се слива с „Ревиста Мачедонией“ (25 септември 1905 - 17 септември 1906), който е седмичен орган на Обществото за македонорумънска култура. В края на 1906 година под заглавието излиза мотото: „Чрез нас, за нас“. Тъй като не е дотирано от румънската държава, изданието опитва да оцелее чрез абонаменти. От дясно, до заглавието пише „Който си купи 3 последователни броя, се счита за абонат“.
От 27 ноември 1907 г. на фронтисписа на изданието пише директор Николае Бацария, администратор Николае Фурка, който по-късно става директор и остава на поста до спирането на изданието на 25 ноември 1912 година по време на Балканската война.